# روانشناسی نوجوانان
روان‌شناسی کودک و نوجوان یا روان‌شناسی بالینی کودک و نوجوان، (به انگلیسی: child and young clinical psychology) یکی از زیرشاخه‌های روان‌شناسی بالینی است که در سال ۱۳۸۵ به زیر گروه‌های عمده روانشناسی اضافه گردید.و همچنین  این رشته به مطالعه اختلالات دوره کودکی و نوجوانی می‌پردازد. در واقع هدف عمده این رشته اصلاح، پیشگیری و درمان اختلالات روانی در کودکان می‌باشد. 
روانشناسی کودک یکی از مهم ترین و پرکاربردترین شاخه های علم روانشناسی است.
کاملاً آشکار است که کودکان و نوجوانان از حیث روحی و روانی بسیار آسیب پذیرتر از بزرگسالان هستند.به‌طور دقیق تر روانشناسی کودک و نوجوان به شاخه‌ای از علم روانشناسی گفته می‌شود که به مطالعه و بررسی علمی و دقیق تحولات و تغییرات جسمی، روانشناختی، عاطفی و عملکرد اجتماعی کودک و نیازهای او می‌پردازد.
والدین به کمک علم روان‌شناسی می‌توانند اثر بخش‌ترین روشهای تربیتی و مفیدترین سبک فرزندپروری را یاد بگیرند و با فرزندان خود ارتباط بهتری برقرار کنند. هدف از مطالعه روانشناسی کودکان، حمایت، مراقبت و فراهم ساختن امکانات و تسهیلات برای رشد همه‌جانبه کودکان و شکوفا کردن تمام پتانسیل‌ها و ظرفیت‌های درونی آنها می‌باشد. در روانشناسی کودک و نوجوان روی درمان مسائل روانی، شناختی، عاطفی، رشدی و رفتاری کودکان و نوجوانان کار می‌شود. ضمن اینکه آسیب‌پذیری‌های بیولوژیکی و مشکلات مربوط به نقص‌های شناختی، سلامتی، استرس، مقابله با تغییرات رشدی و مشکلات زمینه اجتماعی مورد بررسی و تحت معالجه قرار می‌گیرند. در واقع روانشناسان، کودکان و نوجوانان را از نظر اختلالات سلامت روان مورد ارزیابی قرار می‌دهند و با برقراری ارتباط با آنها بسیاری از مشکلاتی که نمی‌توانند با کسی درمیان بگذارند را می‌شنوند و اقدامات لازم را در جهت حل آنها انجام می‌دهند.

### اهمیت روانشناسی کودکان و نوجوانان
اولین مطالعات در حوزه کودک از قرن هفدهم آغاز گردید. جان لاک از پیشگامان روانشناسی کودک است و معتقد بود که ذهن کودک به مانند لوح سفید است که تجربه‌های محیطی باعث شکل‌گیری شخصیت او می‌شود. این جمله جان لاک بر اهمیت مسئولیت پدر و مادر تأکید داشته و عنوان می‌دارد که والدین باید از لحظه تولد محیط مناسب و مساعدی را برای رشد کودک خود فراهم کنند. زیگموند فروید نیز که یکی دیگر از روانشناسان مشهور است بر تأثیر عمیق تجربه‌های دوره کودکی بر روی شخصیت و رفتارهای افراد در دوره بزرگسالی تأکید می‌کند. دوران کودکی بسیار پراهمیت و اثر گذار بر کل دوره زندگی است. روان‌شناسی کودک از این جهت مهم است که می‌تواند به ما کمک کند تا درک بهتری از علامت‌های بچه‌ها داشته باشیم و با بهترین روش از آنها حمایت کنیم تا به افراد خوب تبدیل شوند؛ بنابراین برای کمک به والدین و معلمان و درک بهتر و کمک به کودکان باید با روانشناسی کودک آشنا شویم.

### هدف روانشناسی کودکان و نوجوانان
هدف از مطالعه روانشناسی کودک و نوجوان این است که یک الگوی طبیعی را برای زندگی کودک و نوجوان مشخص کنیم و به این وسیله بتوانیم انحرافات، مشکلات و کج رفتاری‌ها را شناسایی کرده، مسئولیت‌ها و وظایف خود را بدانیم و عملی کنیم. الگوی طبیعی رشد کودک و نوجوان در مراحل مختلف سنی دارای اصول و قوانین مشخصی می‌باشد و آگاهی والدین از اصول روانشناسی کودک و نوجوان بسیار پراهمیت است.

### مهم‌ترین مباحث روانشناسی کودکان و نوجوانان
روانشناسی کودک، رشد بچه را در تمام ابعاد جسمی، ذهنی، روحی، عاطفی، روان شناختی، اجتماعی، شخصیتی و اخلاقی بررسی می‌کند و با فراهم آوردن اطلاعات لازم و ضروری در این حوزه شرایط مساعد و متناسب با هر مرحله رشد کودک و آموزش‌های لازم را بیان می‌کند. هر مرحله از رشد کودک و نوجوان در ابعاد مختلف نیازمند امکانات و توجه خاص و فراهم آوردن شرایط ایده‌آل برای رشد مناسب است. روانشناسی کودکان با تعیین کردن ویژگی‌های هر دوره سنی، نیازهای لازم برای کودک و چالش‌ها و بحرانهای هر مرحله به والدین کمک می‌کند تا رفتارها و خصوصیات طبیعی و نرمال را از غیر نرمال تشخیص دهند و در صورت بروز مشکل هر چه سریعتر برای پیگیری درمان و بهبود آن اقدام نمایند. نحوه برقراری رابطه مادر و کودک از اولین روز تولد، باعث شکل‌گیری دلبستگی کودک و نوع شخصیت وی می‌شود. روانشناسی کودک و نوجوان نحوه تعامل والدین با آنها را بیان می‌کند و اطلاعات ارزشمندی در اختیار شما قرار می‌دهد تا بتوانید فرزندان سالم‌تر، شادتر و موفق تری را تربیت کنید.
اطلاع و آگاهی والدین از سبک‌های فرزند پروری درست و صحیح باعث غنی تر شدن محیط رشد و یادگیری و پیشرفت کودک می‌شود. پیشگیری از مشکلات روانشناختی، روحی و رفتاری در کودکان و نوجوانان اولین هدف روانشناسی کودک است. شناخت الگوی رشد طبیعی فرزندانمان به ما کمک می‌کند که تفاوت‌ها و نابهنجاری‌ها را زود متوجه شویم و به موقع رسیدگی کنیم.